# Boesenbergia

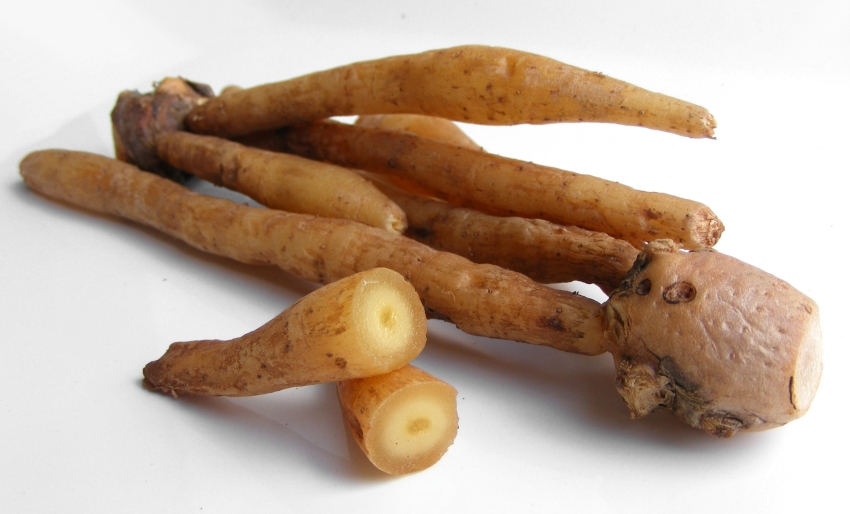
Rhizom von Boesenbergia rotunda

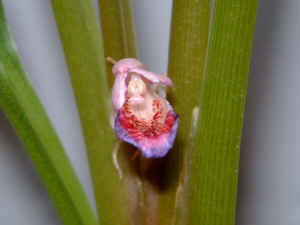
Blüte von Boesenbergia rotunda

Boesenbergia, manchmal auch Fingerwurze genannt, ist eine Pflanzengattung aus der Unterfamilie der Zingiberoideae in der Familie der Ingwergewächse (Zingiberaceae). Mit etwa 85 Arten ist sie eine der artenreichen Gattungen in der Familie der Ingwergewächse. Wenige Arten werden als Gewürz- und Heilpflanzen vom Menschen genutzt.

## Beschreibung

### Vegetative Merkmale
Boesenbergia-Arten sind für diese Familie relativ kleine, ausdauernde krautige Pflanzen. Sie bilden fleischige, kurze knollige oder lange Rhizome als Überdauerungsorgane. Die Laubblättern stehen grundständig zusammen und am Stängel verteilt. Die Blattstiele sind lang. Die Blattschuppen (Ligulae) sind zweilappig. Die Blattspreiten sind eiförmig, länglich oder lanzettlich.

### Generative Merkmale
Direkt aus dem Rhizom entwickelt sich auf einem kurzen bis sehr langen, mit schuppenförmigen Blattscheiden bedeckten Blütenstandsschaft oder auf dem Pseudostamm ein endständiger Blütenstand, in dem die Blüten zusammen stehen. Die Tragblätter sind zweizeilig angeordnet (darin unterscheidet sich Boesenbergia von Curcumorpha, bei der sie spiralig stehen) und in den oberen steht jeweils ein kahnförmiges Deckblatt über dem jeweils eine Blüte steht. Die oberste Blüte öffnet sich als früheste.
Die zwittrigen, zygomorphen, weißen, gelben oder roten Blüten sind dreizählig mit doppelten Perianth. Die drei Kelchblätter sind röhrig verwachsen. Die drei Kronblätter sind verwachsen und überragen die Kelchblätter, sind aber kürzer als die Deckblätter, wobei die Kronlappen etwas ungleich sind. Nur das mittlere Staubblatt des inneren Kreises ist fertil; es besitzt einen aufrechten Staubfaden, der mit der Basis des Labellum verwachsen ist. Die Anhängsel des Staubbeutels sind einfach, zwei- oder dreilappig. Alle anderen Staubblätter sind zu Staminodien reduziert. Die beiden seitlichen Staminodien des äußeren Kreises sind kronblattartig und meist breiter als die Kronlappen. Die beiden seitlichen Staminodien des inneren Kreises sind zu einem sogenannten Labellum verwachsen; es stellt den auffälligsten Teil der Blüte dar. Das meist verkehrt-eiförmige und meist konkave Labellum ist größer als die Kronlappen mit einfacher oder zweiteiliger Spitze. Drei Fruchtblätter sind zu einem mehr oder weniger dreikammerigen Fruchtknoten verwachsen.
Die fleischigen Kapselfrüchte sind länglich bis fast kugelig. Die schwarzen Samen besitzen einen weißen, zerrissenen Arillus, der oft länger als die Samen ist.
Die Chromosomensätze betragen 2n = 20, 24, 36.

## Vorkommen
Ihr Verbreitungsgebiet reicht vom südlichen tropischen Himalaja durch Südostasien. Die meisten Arten gibt es im Monsun-Gebiet Indochinas und auf Borneo. 19 Arten gibt es in Thailand.

## Systematik
Die Gattung Boesenbergia gehört zur Tribus Zingibereae in der Unterfamilie der Zingiberoideae innerhalb der Familie der Zingiberaceae.
1829 wurde von Nathaniel Wallich der Gattungsname Gastrochilus in Plantae Asiaticae Rariores 1, S. 22 veröffentlicht. Aber es stellte sich heraus, dass schon früher Gastrochilus D.Don für eine Orchideengattung vergeben war. Dies stellte Carl Ernst Otto Kuntze in Revisio Generum Plantarum, 2  1891, 685  klar und konservierte diesen Namen für die Orchideengattung. Für die Zingiberaceae-Arten stellte er in der gleichen Veröffentlichung eine neue Gattung Boesenbergia mit den Arten Boesenbergia longiflora, Boesenbergia minor, Boesenbergia parvula, Boesenbergia pulcherrima, Boesenbergia rubrolutea, Boesenbergia tiliifolia und Boesenbergia tillandsiodes auf. Zum Gattungsnamen Boesenbergia schreibt er [...], die ich nun meiner lieben Schwester Clara und ihrem Gemahl Walter Boesenberg widmen will.
Die Gattung Boesenbergia umfasst etwa 60 bis 85 Arten:
| - Boesenbergia alba (K.Larsen & R.M.Sm.) Mood & L.M.Prince: Thailand. - Boesenbergia albolutea (Baker) Schltr.: Andamanen. - Boesenbergia albomaculata S.Q.Tong: Westliches Yunnan bis nördliches Myanmar. - Boesenbergia albosanguinea (Ridl.) Loes.: Thailand und Malaysia. - Boesenbergia angustifolia (Hallier f.) Schltr.: Thailand und Sumatra. - Boesenbergia apiculata (Valeton) Loes.: Kalimantan. - Boesenbergia armeniaca Cowley: Brunei und Sabah. - Boesenbergia atropurpurea Mas Izzaty & Meekiong: Sarawak. - Boesenbergia aurantiaca R.M.Sm.: Sabah. - Boesenbergia baimaii Saensouk & K.Larsen: Thailand. - Boesenbergia basispicata K.Larsen ex Sirirugsa: Thailand und Malaysia. - Boesenbergia belalongensis A.D.Poulsen: Brunei. - Boesenbergia bruneiana Cowley: Brunei. - Boesenbergia burttiana R.M.Sm.: Sarawak. - Boesenbergia burttii (K.Larsen & Jenjitt.) Mood & L.M.Prince: Laos. - Boesenbergia clivalis (Ridl.) Schltr.: Malaysia. - Boesenbergia collinsii Mood & L.M.Prince: Thailand. - Boesenbergia cordata R.M.Sm.: Sarawak. - Boesenbergia curtisii (Baker) Schltr.: Thailand und Malaysia. - Boesenbergia fallax Loes.: Sie wird auch als Zingiber fallax (Loes.) L.Bai, Juan Chen & N.H.Xia in die Gattung Zingiber gestellt. - Boesenbergia flabellata S.Sakai & Nagam.: Sarawak. - Boesenbergia flava (Ridl.) Holttum: Malaysia. - Boesenbergia flavoalba R.M.Sm.: Borneo. - Boesenbergia flavorubra R.M.Sm.: Sabah und Sarawak. - Boesenbergia grandifolia (Valeton) Merr.: Borneo. - Boesenbergia grandis R.M.Sm.: Sabah und Sarawak. - Boesenbergia hamiltonii Mood, S.Dey & L.M.Prince: Assam bis nördliches Bangladesch. | - Boesenbergia hirta (Ridl.) Merr.: Sarawak. - Boesenbergia hosensis Cowley: Sarawak. - Boesenbergia hutchinsonii B.L.Burtt & R.M.Sm.: Sarawak. - Boesenbergia imbakensis S.Sakai & Nagam.: Sabah. - Boesenbergia ischnosiphon S.Sakai & Nagam.: Sarawak. - Boesenbergia islamii Yusof & M.A.Rahman: Bangladesch. - Boesenbergia jangarunii Cowley: Brunei. - Boesenbergia kenali C.K.Lim: Malaiische Halbinsel. - Boesenbergia kerbyi R.M.Sm.: Sarawak. - Boesenbergia kerrii Mood, L.M.Prince & Triboun: Thailand und Myanmar. - Boesenbergia kingii Mood & L.M.Prince: Nordöstliches Indien bis Yunnan. - Boesenbergia laevivaginata S.Sakai & Nagam.: Sabah und Sarawak. - Boesenbergia lambirensis S.Sakai & Nagam.: Sarawak. - Boesenbergia laotica (Picheans. & Mokkamul) Mood & L.M.Prince: Laos. - Boesenbergia latongensis Meekiong, Ipor & Ibrahim: Sarawak. - Boesenbergia loerzingii (Valeton) K.Larsen: Sumatra. - Boesenbergia longiflora (Wall.) Kuntze: Westliches und südwestliches Myanmar. - Boesenbergia longipes (King & Prain ex Ridl.) Schltr.: Thailand und Malaysia. - Boesenbergia longipetiolata (Ridl.) Merr.: Mindanao. - Boesenbergia lysichitoides S.Sakai & Nagam.: Sarawak. - Boesenbergia macropoda Merr.: Philippineninsel Jolo. - Boesenbergia maxwellii Mood, L.M.Prince & Triboun: Yunnan, Laos, Myanmar, Thailand. - Boesenbergia meghalayensis Aishwarya & M.Sabu: Assam. - Boesenbergia minor (Baker) Kuntze: Malaiische Halbinsel. - Boesenbergia ochroleuca (Ridl.) Schltr.: Thailand. - Boesenbergia oligosperma (K.Schum.) R.M.Sm.: Sarawak. - Boesenbergia orbiculata R.M.Sm.: Brunei und Sarawak. - Boesenbergia ornata (N.E.Br.) R.M.Sm.: Kalimantan. - Boesenbergia parva (Ridl.) Merr.: Sarawak. - Boesenbergia parvula (Wall. ex Baker) Kuntze (Syn.: Boesenbergia gelatinosa K.Larsen, Boesenbergia jahaiana Meekiong & C.K.Lim): Indochina bis zur Malaiischen Halbinsel. Es gibt zwei Varietäten. - Boesenbergia petiolata Sirirugsa: Thailand. - Boesenbergia plicata (Ridl.) Holttum: Südliches Myanmar bis zur Malaiischen Halbinsel. Es gibt zwei Varietäten. - Boesenbergia prainiana (King ex Baker) Schltr.: Thailand bis zur Malaiischen Halbinsel. - Boesenbergia pulchella (Ridl.) Merr.: Sabah und Sarawak. - Boesenbergia pulcherrima (Wall.) Kuntze: Assam bis zur Malaiischen Halbinsel. | - Boesenbergia purpureorubra Mood & L.M.Prince: Südliches Myanmar und Thailand. - Boesenbergia quangngaiensis N.S.Lý: Die 2017 erstbeschriebene Art kommt in Vietnam vor. - Boesenbergia regalis Kharuk. & Tohdam: Thailand. - Boesenbergia roseopunctata (Ridl.) I.M.Turner: Sumatra. - Chinesischer Ingwer (Boesenbergia rotunda (L.) Mansf., Syn.: Boesenbergia pandurata (Roxb.) Schltr.): Assam bis Yunnan und westliches Malesien. - Boesenbergia rubrolutea (Baker) Kuntze: Assam. - Boesenbergia siamensis (Gagnep.) Sirirugsa: Thailand. - Boesenbergia siphonantha (King ex Baker) M.Sabu: Indochina. - Boesenbergia stenophylla R.M.Sm.: Nördliches und westliches Borneo. - Boesenbergia striata (Valeton) Loes.: Kalimantan. - Boesenbergia subulata S.Sakai & Nagam.: Nordwestliches Borneo. - Boesenbergia tenuispicata K.Larsen: Thailand. - Boesenbergia thailandica (K.Larsen) Mood & L.M.Prince: Südliches Thailand. - Boesenbergia thorelii (Gagnep.) Loes.: Thailand und Laos. - Boesenbergia tiliifolia (Baker) Kuntze: Südwestliches Indien und Assam. - Boesenbergia tillandsiodes (Baker) Kuntze: Südliches Indien, Assam und Malaiische Halbinsel. - Boesenbergia trangensis K.Larsen: Thailand. - Boesenbergia urceoligena A.D.Poulsen: Brunei. - Boesenbergia variegata R.M.Sm.: Sabah und Sarawak. - Boesenbergia violacea (K.Larsen & Triboun) Mood & L.M.Prince: Thailand. - Boesenbergia vittata (N.E.Br.) Loes.: Sumatra. - Boesenbergia xiphostachya (Gagnep.) Loes.: Vietnam. |